# Evolutionär stabil strategi
Evolutionärt stabil strategi (ESS),  innebär inom evolutionsbiologisk teori, att det jämviktsläge som uppkommer då varje individ har optimerat sin egen fitness. I den evolutionärt stabila strategin missgynnas den individen med en mutation som avviker från det normala. Ett exempel på det här är när fåglar, som måste lägga ägg vid rätt tidpunkt för att få fler överlevande ungar, har en mutation som leder till att fågeln lägger ägg senare eller tidigare än "det normala". Det här leder till att individen kommer att få färre överlevande ungar än de fåglar som anpassat sig till den rådande evolutionära strategin.
Begreppet lyftes framför allt fram av den brittiska forskaren John Maynard Smith, som använde den matematiska spelteorin till inspiration för sin forskning.